# 64 Ōzumō
64 Ōzumō ist eine Sumo-Wrestling-Sportsimulation für das Nintendo 64, die von Bottom Up entwickelt und herausgegeben wurde. Das Spiel erschien im November 1997 in Japan. In 64 Ōzumō steuert der Spieler einen Sumo-Kämpfer, der im Ring gegen andere Sumo-Kämpfer spielt. Das Spiel simuliert aber auch weitere Aspekte des Lebens eines Sumo-Kämpfers wie seine Ernährung.

## Spielprinzip
64 Ōzumō ist eine Sumo-Wrestling-Sportsimulation, in welcher der Spieler einen Sumo-Kämpfer steuert. Der Spieler wählt dazu einen aus 41 spielbaren Charakteren aus, die in fünf verschiedene Spieltypen eingeteilt sind. In einem Sumo-Kampf stehen sich zwei Sumo-Kämpfer entgegen. Ziel eines Kampfes ist es, den Gegner aus dem Sumoring zu stoßen. Der Spieler steuert den Charakter mit dem Nintendo-64-Controller. Mit dem Analogstick bewegt er den Sumo-Kämpfer und mit den C-Knöpfen wählt er einen Angriff aus.
Das Spiel besteht aus vier Spielmodi. Im Handlungsmodus versucht der Spieler, seinen Charakter durch Gewinnen vieler Kämpfe zum Yokozuna-Rang zu verhelfen, dem höchsten Rang im Sumo-Ringen. Neben dem Sumo-Ringen selbst behandelt der Handlungsmodus auch weitere Aspekte des Lebens eines Sumo-Kämpfers. So muss der Spieler eine ausgewogene Ernährung für seinen Charakter einhalten. Die weiteren Spielmodi sind reine Kampfmodi; zu diesen gehören ein Trainingsmodus, ein Einzelspielermodus gegen Computergegner und ein Mehrspielermodus gegen weitere Spieler. Außerdem gibt es fünf Minispiele.

## Veröffentlichung
64 Ōzumō wurde von Bottom Up entwickelt und herausgegeben. Das Spiel erschien im November 1997 in Japan. Außerhalb Japans wurde es nicht veröffentlicht.

## Rezeption
Ryan MacDonald von GameSpot bezeichnete das Spielprinzip als merkwürdig und hektisch, wobei er die Vielfalt an Kämpfern lobte. Die Grafik des Spiels stufte er als mittelmäßig ein und er kritisierte die Hintergrundmusik, die er „passender für ein Godzilla-Spiel als für ein Sumo-Wrestling-Spiel“ (“more suited for a Godzilla game than a sumo wrestling game”) finde. Insgesamt gab er eine Import-Empfehlung nur für größte Sumo-Fans aus.
Max Everingham von N64 Magazine lobte das Spiel und insbesondere seine Authentizität im Bezug zum Sumo-Ringen. So trügen die Schiedsrichter wie im echten Leben zeremonielle Roben und auch die Animationen beim Kämpfen entsprächen echten Kampfbewegungen.

## Nachfolger
64 Ōzumō 2 ist der Nachfolger zu 64 Ōzumō und wie sein Vorgänger eine Sumo-Wrestling-Sportsimulation. Das Spiel wurde von Bottom Up entwickelt und 1999 in Japan veröffentlicht.